# تناجر كستنائي الرأس
تناجر كستنائي الرأس (الاسم العلمي: Tangara gyrola)، هو نوع من الطيور يتبع فصيلة التناجر ضمن رتبة العصفوريات.